# Khaibar Amani
Khaibar Amani (* 6. Februar 1987) ist ein deutsch-afghanischer Fußballspieler. Er ist afghanischer Nationalspieler und ist beim hessischen Verein SV Zeilsheim aktiv.

## Karriere

### Verein
Amani floh im Alter von zwei Jahren mit seiner Familie aus Afghanistan nach Frankfurt am Main. In seiner Kindheit zog die Familie nach Freiburg; dort schloss er sich der Jugend des SC Freiburg an. Als er 12 Jahre alt war, kehrte die Familie nach Frankfurt zurück, und Amani spielte in der Jugend von Eintracht Frankfurt. Er wechselte zu den Kickers Offenbach und schließlich zum 1. FSV Mainz 05. Nachdem er in der A-Junioren-Bundesliga für die Mainzer in 19 Spielen sieben Tore erzielt hatte, stieg der Stürmer in den Kader der zweiten Mannschaft der Mainzer auf. Nach zwei Spielzeiten in der Oberliga Südwest stieg die Mannschaft unter Trainer Peter Neustädter in der Saison 2007/08 als Meister in die Regionalliga West auf, in der Amani zwei weitere Spielzeiten blieb. Trotz seiner 25 Tore in 88 Spielen schaffte er nicht den Sprung in die in der 2. Bundesliga spielenden ersten Mannschaft.
Daraufhin wechselte er zur Saison 2010/11 zum hessischen Verbandsligisten TGM SV Jügesheim. Unter Trainer Lars Schmidt gelang der Aufstieg in die Hessenliga. Hier konnte sich Amani als Stamm- und Führungsspieler durchsetzen; in den folgenden drei Spielzeiten gelangen ihm in 100 Spielen 50 Tore und elf Torvorlagen. In der Saison 2013/14 wurde Amani mit der Mannschaft Hessenliga-Meister und hatte mit 20 Toren einen erheblichen Beitrag zur Meisterschaft geleistet.
Da der Klub sich jedoch freiwillig aus der Hessenliga zurückzog und in die Gruppenliga abstieg, verließ er den Klub und schloss sich dem Ligakonkurrenten der vergangenen Saison, dem SV Rot-Weiß Hadamar, an. Auch dieses Intermezzo verlief erfolgreich; nach 31 Spielen und 16 Toren verpasste Amani mit seinem Verein als Viertplatzierter mit 60 Punkten nur knapp den Relegationsplatz 2, den der FC Bayern Alzenau (62 Punkte) belegte.
Zur Saison 2015/16 wechselte er wieder innerhalb der Liga zum SC Hessen Dreieich. Hier konnte er bis zum Ende der Saison in 23 Spielen zehn Tore erzielen und sieben Vorlagen geben. In der darauffolgenden Saison gelang als Hessenliga-Meister der Aufstieg in die Regionalliga Südwest. Mit zwölf Toren in 20 Spielen spielte Amani eine entscheidende Rolle in der Aufstiegssaison. Doch schlussendlich verzichtete der Verein später auf den Aufstieg. 2017/18 gelang dann erneut die Meisterschaft und der Verein nahm das Aufstiegsrecht wahr, doch Amari wechselte weiter zum Ligarivalen FC Hanau 93.
In der Saison 2019/20 stand der Stürmer bei der SG Bad Soden in der sechstklassigen Verbandsliga Hessen Nord unter Vertrag. Seit 2020 ist er für den SV Zeilsheim aktiv.

### Nationalmannschaft
Erstmals für die Nationalmannschaft wurde Amani für das Spiel gegen Thailand am 3. September 2015 (0:2) nominiert, wo er auch sein Debüt feierte. Sein erstes Tor erzielte der Stürmer am 12. November 2015 beim 3:0-Weltmeisterschafts-Qualifikations-Spiel gegen Kambodscha (3:0), als er den 3:0-Endstand erzielte.
Amani wurde für die in Indien ausgetragene Südasienmeisterschaft 2015 nominiert. Er traf sowohl im ersten Gruppenspiel gegen Bangladesch (4:0) als auch im zweiten gegen Bhutan (3:0); gegen Bhutan gelang ihm sogar erstmals ein Doppelpack für die Nationalmannschaft. Ein weiteres Tore erzielte er im Halbfinalspiel gegen Sri Lanka (5:0). Das Finale gegen Indien wurde mit 1:2 nach Verlängerung verloren. Mit seinen vier Toren bei diesem Turnier wurde Amani Torschützenkönig.

## Erfolge

### Nationalmannschaft
- Vize-Südasienmeister (1): 2015

### Vereine
1. FSV Mainz 05 II (2006–2010)
- Südwest-Oberliga-Meister und Aufstieg in die Regionalliga Südwest (1): 2008

TGM SV Jügesheim (2010–2014)
- Hessischer Verbandsliga-Meister und Aufstieg in die Hessenliga (1): 2011
- Hessenliga-Meister (1): 2014

SC Hessen Dreieich (2015–2018)
- Hessenliga-Meister und Aufstieg in die Regionalliga Südwest (2): 2017 (Aufstiegsverzicht), 2018

### Persönliche Erfolge
- Torschützenkönig der Südasienmeisterschaft: 2015